# Fearful Pranks Ensue
"Fearful Pranks Ensue" es el cuarto episodio de la tercera temporada de la serie de antología y de terror American Horror Story, que se estrenó en FX el 30 de octubre de 2013 en los Estados Unidos.

## Argumento

### 1961
Aunque la presidencia de John F. Kennedy otorga esperanzas a la población, las tensiones raciales en New Orleans no cesan: Henry, un muchacho negro es asesinado por linchamiento en un callejón tras asistir a una escuela integrada. Cora, la madre del muchacho, que trabaja en el salón de Marie Laveau (Angela Bassett), está desconsolada. Esa misma noche, Marie realiza una ceremonia vudú para vengar la muerte del chico, resucitando cadáveres del cementerio local y controlándolos con la mente para asesinar a los hombres responsables.

### 1971
Marie Laveau y Anna-Lee Leighton (Christine Ebersole), la suprema del aquelarre al momento, firman una tregua para poner fin momentáneamente al enfrentamiento entre las brujas y las seguidoras de la reina vudú. 
Tras la desaparición de Anna-Lee, el Consejo de las Brujas cuestiona a la joven Fiona, para finalmente decidir que la antigua Suprema renunció a su puesto y anunciar a Fiona que debería realizar las "Siete Maravillas" para probar que sería la siguiente Suprema, la más joven en la historia del aquelarre. Más allá del clima festivo, su rival, Myrtle Snow, sospecha que Fiona es responsable de la muerte de Anna-Lee. Para probarlo, decide encantar la lengua de Spalding (Denis O'Hare) para que cuente la verdad. Sin embargo, frente a este destino, Spalding le confiesa a Fiona que siempre la amó y decide cortar su propia lengua para salvarla de perder la supremacía.

### 2013
Spalding se prepara para jugar con sus muñecas, pero al oír gritos decide bajar de su habitación para ver qué sucede. Allí presencia la pelea entre Fiona (Jessica Lange) y Madison (Emma Roberts), la cual concluye cuando Fiona le corta la garganta a la joven. Bajo órdenes de Fiona, Spalding envuelve el cuerpo de Madison en una alfombra para deshacerse de él. Gritos provenientes del invernadero alertan a Fiona, quien encuentra a Queenie (Gabourey Sidibe) ensangrentada, mientras el minotauro aparece detrás de ella. 
Cordelia (Sarah Paulson) habla por teléfono con su marido, Hank (Josh Hamilton), quien le dice que está en un viaje de negocios. Sin embargo, en vez de un cliente es su amante, Kaylee (Alexandra Breckenridge), quien se presenta en su habitación de hotel. Después de tener sexo, Hank le dispara en la cabeza mientras ella espera para desayunar. 
Marie Laveau recibe un paquete en su salón de belleza. Al abrirlo, descubre la cabeza del minotauro todavía con vida dentro de él. Furiosa, decide realizar el mismo rito vudú realizado en 1961 para vengarse de las brujas, poniendo así fin a la tregua. 
Zoe (Taissa Farmiga) intenta limpiar la escena de la muerte de la madre de Kyle (Evan Peters), quien se encuentra confundido y le dice que el Kyle que ella conoció ya no existe. Zoe decide prepararle el almuerzo, agregándole veneno para ratas, pero al llevárselo descubre que él se ha ido. Su aspecto pasa desapercibido en la calle, copada por gente disfrazada por la noche de Halloween. 
Cordelia y Fiona intentan salvar la vida de Queenie, quien se encuentra muy malherida. Fiona la devuelve a la vida y se retira de la habitación. Delphine LaLaurie (Kathy Bates) le agradece por salvarle la vida, pero Queenie la rechaza. En ese momento, el Consejo de las Brujas llega a la Academia. Cordelia, confundida, les cuenta acerca del ataque del minotauro y de su visita a Marie, pero ellos acudieron llamados por Nan (Jamie Brewer), quien no puede percibir a Madison. El interrogatorio comienza, y Nan les cuenta cómo Madison incendió las cortinas de la casa vecina sólo mirándolas. El Consejo sabía que Madison era la siguiente Suprema, por lo que interrogan a Fiona acerca del suceso, quien niega estar involucrada. Myrtle (Frances Conroy) se enfrenta a ella, diciéndole que sabe que es responsable de la muerte de Madison y de la pérdida de la lengua de Spalding. El mayordomo es convocado para que escriba el nombre de quien fue responsable de su mutilamiento, pero el nombre que escribe es el de Myrtle. Tras ello, vuelve a su habitación para jugar con sus muñecas, siendo una de ellas el cadáver de Madison. 
Myrtle insiste en preguntarle a Fiona por la desaparición de Madison, recordándole que el castigo a una bruja que ha lastimado a otra es la muerte en la hoguera. Cordelia defiende a su madre: Madison no podía ser la siguiente Suprema ya que tenía un problema en el corazón, y una de las características principales de una Suprema es su excelente salud. El Consejo se retira, y Fiona y Cordelia van a un bar. Allí hablan sinceramente entre ellas. Al retirarse al baño, Cordelia es atacada por una figura encapuchada que le lanza ácido, quemando su cara. 
Varios niños festejando Halloween llegan a la Academia. El vecino, Luke, aparece para saludar a Nan. Sin embargo, un montón de muertos resucitados por el rito vudú comienzan a rodear el edificio, entre ellos las hijas de Madame Lalaurie.